# Aliuska López
Aliuska López (Havana, 29 augustus 1969) is een atleet uit Cuba en Spanje.
López liep vier maar de honderd meter horden op de Olympische Zomerspelen, in 1992, 1996, 2000 en 2004. De eerste drie maal liep ze voor Cuba, de laatste maal voor Spanje.
Op de Wereldkampioenschappen indooratletiek 1991 werd ze voor Cuba derde op de 60 meter horden.

## Privé
López is een nicht van de Cubaanse verspringen Iván Pedroso.
- World Athletics: 14261171